# Eduardo Estrella
Eduardo Estrella (5 giugno 1953) è un politico dominicano, dal 16 agosto 2020 Presidente del Senato della Repubblica Dominicana.
È stato il primo candidato alla presidenza del Partito Riformista Cristiano Sociale dopo la morte del suo leader, l'onorevole Joaquín Balaguer, elettonel marzo 2003 come candidato alla presidenza di tale organizzazione. Nel 2007 si è dimesso dal suo incarico per costruire un nuovo partito, il Partido Dominicanos por el Cambio, il quale ha controllato la presidenza dal 2004 al 2020. Nell'agosto 2020, il governo della Repubblica Dominicana ha nominato Estrella come Presidente del Senato della Repubblica Dominicana.

## Biografia
Rafael Eduardo Estrella Virella nasce il 5 giugno 1953, figlio del sindaco generale Guarionex Estrella e Mabel Elisa Virella de Estrella. Ha sposato Arelis Cruz Estrella e hanno tre figli: Paula Isabel, Eduardo Guarionex ed Elisa Mabel. È anche il nipote dell'eroe nazionale Salvador Estrella Sadhalá. Nel 1961, quando Estrella aveva 8 anni, suo padre fu arrestato e torturato perché sospettato complice dell'assassinio del dittatore Rafael Trujillo, evento significativo per l'infanzia di Estrella.
Estrella è nato nella seconda città più grande della Repubblica Domenicana, Santiago, nota come fucina di politici. Proviene da un'importante famiglia che ha protetto gli oppositori della dittatura di Rafael Trujillo dal 1930 al 1961. Il padre e il nonno erano alti ufficiali militari e uno zio era tra i cospiratori assassini di Trujillo, gruppo il quale ora è venerato come eroi nazionali.
Eduardo Estrella ha frequentato il Colegio Calasanz de Santo Domingo, proseguendo presso il Colegio de la Salle nella città di Santiago de los Caballeros, dove ha frequentato anche il liceo. I suoi studi universitari sono stati condotti presso l'Universidad Autónoma de México (UNAM) nel Messico. Estrella si è laureato in ingegneria civile presso l'Università Autonoma del Messico (UNAM) e il presidente del PRSC Balaguer lo ha nominato secondo segretario presso l'ambasciata dominicana nella Città del Messico. Viene eletto senatore nel1986. È stato nominato da Balaguer sottosegretario del Ministero del Lavoro e delle Comunicazioni, mentre nel 1991 è stato nominato Segretario di Stato del Ministero precedentemente indicato, incarico che ha ricoperto fino al 1994. Estrella è stato nuovamente eletto Senatore, il quale ha ricoperto la carica dal 1994 al 1998. Dopo essere stato eletto nell'ufficio del vicesindaco a Santiago nel 1986, Estrella è scalato rapidamente nella gerarchia riformista. È apparso come uno dei preferiti di Balaguer, come indicato da una serie di posizioni sempre più importanti durante la seconda amministrazione Balaguer, tra cui Sottosegretario ai lavori pubblici (1986-1990), Direttore dell'Istituto nazionale per l'acqua potabile e il trattamento delle acque reflue (1990-1991) e Segretario di Stato per i lavori pubblici (1991-1994). È stato scelto da Balaguer per candidarsi al seggio del Senato per la provincia di Santiago nel 1998, dove ha vinto.

## Cariche ricoperte
- Senatore della Repubblica Dominicana di Santiago de los Caballeros per il periodo dal 1994 al 1998.
- Segretario di seconda classe presso l'ambasciata dominicana in Messico nel 1972.
- Presidente del Northern Regional Dominican College of Engineers, Architects and Surveyors, CODIA dal 1984 al 1985.
- Eletto sostituto fiduciario del Santiago de los Caballeros dal 1986 al 1990.
- Segretario di Stato per i lavori pubblici e le comunicazioni del presidente Dr. Joaquín Balaguer dal 1986 al 1990.
- Direttore Esecutivo dell'Istituto Nazionale delle Acque e delle Acque Reflue, dal 1990 al 1991.
- Segretario di Stato per i Lavori Pubblici e le Comunicazioni (SEOPC) dal 1991 al 1994. Durante questo periodo ha avuto una gestione efficiente, trasparente nei confronti dei dipendenti, dei contrattisti e del pubblico.

Nelle sue direzioni fu affidato ad ingegneri, architetti e capomastri, senza alcuna politica, come notevole segretario realizzò molti progetti come:
- Costruzione di centinaia di scuole in tutto il paese.
- Creazione di un piano nazionale per la ricostruzione delle strade.
- Costruzione del ponte gemello Mella, Juan Bosch, Villa Rivas sul fiume Yuna.
- Espansione dell'aeroporto di Puerto Plata.
- Costruzione della pista di atterraggio dell'aeroporto di Barahona.
- Ricostruito il Porto di Manzanillo in Messico.
- a costruzione di Avenida del Puerto, e anche di Ave. Mexico.
- L'espansione del Núñez de Cáceres con il tunnel
- La Repubblica di Colombia, Santo Domingo;
- Il viale Yapur Dumit e il ponte sul fiume Yaque, il viale Las Carreras e il viale General Santiago Lopez.
- Gran Teatro del Cibao

## Cariche politiche ricoperte
- Candidato alla Presidenza della Repubblica Dominicana dal Partito Riformista Social Cristiano alle elezioni del maggio 2004.
- Candidato come Presidente della Repubblica per le elezioni del 2008 da una coalizione composta dal Social Democratic Revolutionary Party (PRSD), Dominican Humanist (PHD) Movimento del Fronte Nazionale Organizzato (FRENO) e Dominican Movement for Change (DxC).
- Presidente e Fondatore del Partido Dominicanos por el Cambio - DxC.
- Membro Fondatore della Fondazione Dr. Joaquín Balaguer.